# ニシキハコガメ
ニシキハコガメ（学名：Terrapene ornata）は、ヌマガメ科アメリカハコガメ属に分類されるカメ。

## 分布
- T. o. ornata　キタニシキハコガメ

アメリカ合衆国（アイオワ州、イリノイ州、サウスダコタ州、テキサス州（西部を除く）、ニューメキシコ州東部、ルイジアナ州）
- T. o. luteola　ミナミニシキハコガメ

アメリカ合衆国（アリゾナ州南東部、テキサス州西部、ニューメキシコ州南部）、メキシコ（ソノラ州北東部、チワワ州北部）
インディアナ州北西部に隔離分布し、ワイオミング州でも発見例があるが自然分布かどうか不明。

## 形態
最大甲長14センチメートルとアメリカハコガメ属最小種。オスよりもメスの方が大型になる。背甲はドーム状に盛り上がり、上から見るとやや細長い円形や円形に近い卵形。腹甲が地面と平行に接する状態で、第1椎甲板の傾斜の角度は地面に対して45°以下。椎甲板には筋状の盛り上がり（キール）がないか、あっても極めて不明瞭。第1縁甲板は楕円形や三角形。背甲の色彩は黒や暗褐色で、放射状に黄色や黄褐色の斑紋が入る。種小名ornataは「飾り立てた」の意。腹甲の蝶番は第5縁甲板と第6縁甲板の継ぎ目（シーム）の周辺か、より後方にある。蝶番より後方の腹甲（後葉）の正中線上の長さ（後葉長）に対し、左右の腹甲板の継ぎ目の長さ（間腹甲板長）が32%以下、左右の股甲板の継ぎ目の長さ（間股甲板長）が18%以上、左右の肛甲板の継ぎ目の長さ（間肛甲板長）が47%以上（後葉長=間腹甲板長+間股甲板長+間肛甲板長）。
孵化直後の幼体は甲長3センチメートル。幼体は背甲の色彩が黒や暗褐色で、明色斑が入る。
オスは後肢の爪が幅広く湾曲し、特に第1趾で顕著。オスの成体は虹彩が赤い個体が多く、メスや幼体は虹彩が黄褐色。
- T. o. ornata　キタニシキハコガメ

放射状の明色斑が少なく（第2肋甲板で約5-8）、暗色部よりも割合が小さい。老齢個体でも斑紋が消失したり、不鮮明になることはない。腹甲の色彩は黒や暗褐色で、放射状に黄褐色や淡黄色の斑紋が入る。
- T. o. luteola　ミナミニシキハコガメ

放射状の明色斑が多く（第2肋甲板で約11-14）、暗色部よりも割合が大きい。老成個体では斑紋が消失したり不明瞭になり、背甲が淡緑色や黄褐色一色になる。腹甲の色彩は淡黄色で、放射状に暗褐色の斑紋が入る。

## 分類
属内では形態、ミトコンドリアDNAの分子系統学的解析からネルソンハコガメと近縁で、単系統群を形成すると推定されている。
カロリナハコガメと同所的に分布する地域では種間雑種が発見されている。
- Terrapene ornata ornata　(Agassiz, 1857)　キタニシキハコガメ　Ornate box turtle
- Terrapene ornata luteola　Smith & Ramsey, 1952　ミナミニシキハコガメ　Desert box turtle

## 生態
平坦もしくは傾斜が緩やかで、樹木がないか藪が点在する草原に生息する。亜種ミナミニシキハコガメは主に半砂漠や砂漠の周辺にも生息する。昼行性で、夜間になると他の動物の巣穴などで休む。日光浴を好み、体温が上がりすぎると日陰や地中、水中に避難する。夏季に気温が高い日は、薄明薄暮性傾向が強くなる。北部個体群は降雨時に不活発になるが、高温時には降雨時でも活発に活動する。アメリカ合衆国北部の個体群は9-翌5月、南部の個体群は10-翌4月まで堆積した落ち葉や枯れ枝の中、木の根元、他の動物の巣穴、自分で掘った穴（同所的に分布するカロリナハコガメよりも0.5-1.8センチメートルと深い穴を掘る傾向があり、冬眠期間が長い）などで冬眠する。
食性は動物食傾向の強い雑食で、主に昆虫（特に甲虫類）を食べるが節足動物、両生類やその幼生、小型爬虫類、動物の死骸なども食べる。動物の糞や死骸に来る昆虫も食べる。
繁殖形態は卵生。精子が春季から作られて秋季に成熟するものの精巣に貯蔵されるため、冬眠時を除いて周年交尾を行う。5-7月の夕方から夜間に基底が砂や粘土の開けた場所にフラスコ状の穴を掘り、1回に1-8個（基亜種は主に3-6個、亜種ミナミニシキハコガメは少産とされニューメキシコ州の個体群は平均2.5個）の卵を年に1-2回に分けて産む。卵は70-80日で孵化する。飼育下では24℃の環境下で124-127日、28℃の環境下で67-73日、33℃の環境下で56-64日で孵化した例がある。孵化した幼体は9-10月頃に地表に現れるが、地中で越冬し翌年の春季に地表に現れる個体もいる。オスは生後7-10年（腹甲の直線距離にして10-11センチメートル）、メスは生後10年以上（腹甲の直線距離にして11-13センチメートル）で性成熟すると考えられている。

## 人間との関係
開発による生息地の破壊、ペット用の乱獲などにより生息数は減少している。アメリカ合衆国では生息地の州法により採集が規制されている。またペットとして飼育されていた個体の遺棄や脱走により、人為的な分布の撹乱が懸念されている。
ペットとして飼育されることもあり、日本にも輸入されている。以前は種や亜種が区別されず単に北米産ハコガメとして流通していた。早くから生息地で採集や輸出規制の始まった、亜種ミナミニシキハコガメの流通量がまず減少した。1995年にアメリカハコガメ属が属単位でワシントン条約に掲載され、続けてアメリカ合衆国からの輸出が飼育下繁殖個体も含めてほぼ停止した。そのためヨーロッパや日本国内での飼育下繁殖個体が少数流通する。主に基亜種が流通する。通気性を確保したやや乾燥したテラリウムで飼育される。

## 画像

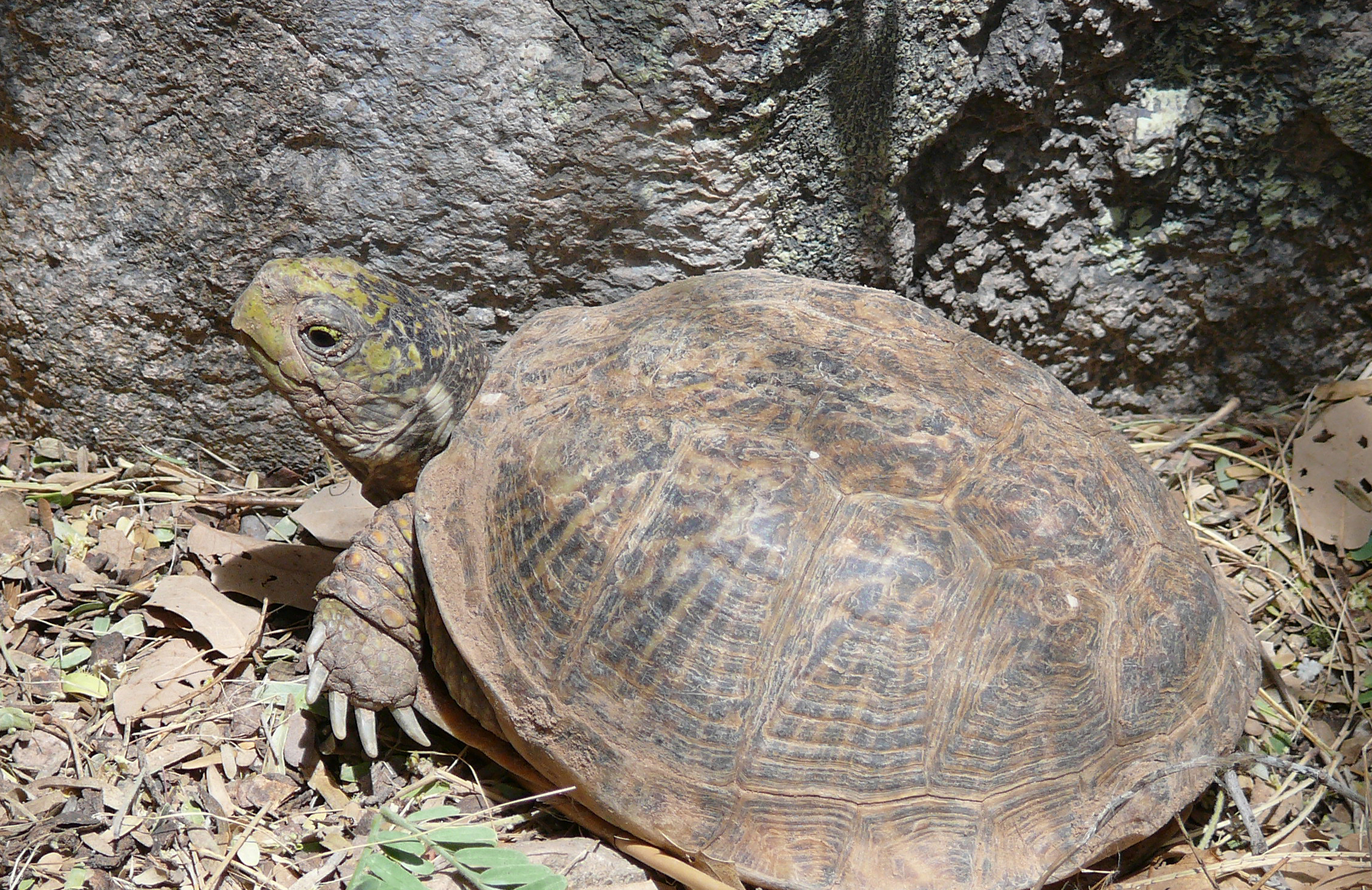
亜種ミナミニシキハコガメ T. o. luteola
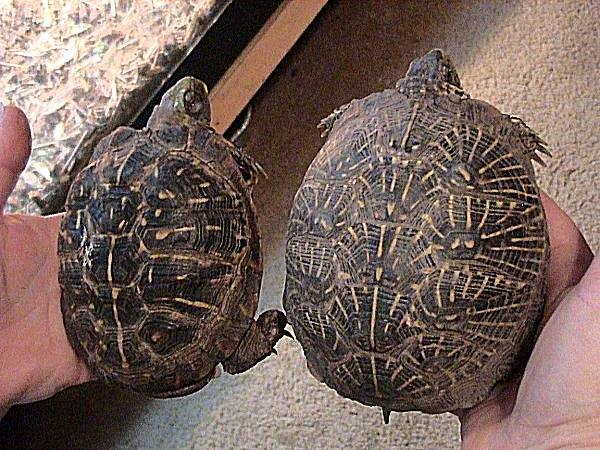
左:基亜種 右:亜種ミナミニシキハコガメ